# Stephan Peter Nyeland (justitsråd)
 Der er flere personer med dette navn, se Stephan Peter Nyeland.
Stephan Peter Nyeland (26. januar 1793 i Ribe – 14. december 1875 i København) var en dansk justitsråd.
Han blev født i Ribe i 1793 som søn af Laurits Pedersen Nyeland og hustru Anna Cathrine f. Ussing.
I København blev han justitsråd, overkrigscommissair og forvalter ved Søetatens Proviantgård. Han blev gift med Ane Kirstine Langeland (1798-1823), datter af proviantforvalter og krigsråd Rasmus Langeland (1767-1837), med hvem han fik sønnerne Lauritz og Thomas. I 1824 blev han gift med Jensine Louise Vendila Bentzon (1793-1869) med hvem han i 1831 fik datteren Ane Kirstine Nyeland, senere gift med maleren Christian Frederik Hetsch, samt yderligere børnene Ole Christian, Maria, Hans Jacob, Peter Adolph og Niels Fredrik. 
Han havde bopæl på Proviantgården, men ejede 1837-1875 en lystgård på Falkoner Alle, Frederiksberg, og Nyelandsvej, der støder op til Falkoner Alle, er opkaldt efter ham, mens Langelandsvej, der er en sidevej til Nyelandsvej, er opkaldt efter den første hustru, og parallelvejen Bentzonsvej er opkaldt efter den anden hustru.